# Walsheim-Brauerei

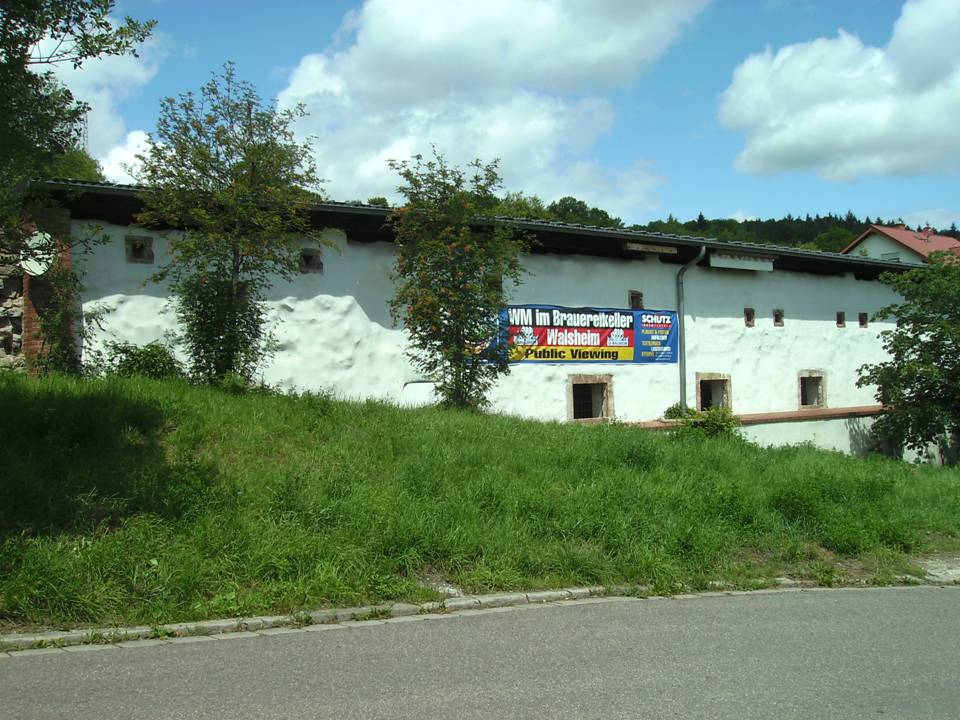
Ehemaliger Lagerkeller der „Walsheimer Brauerei“

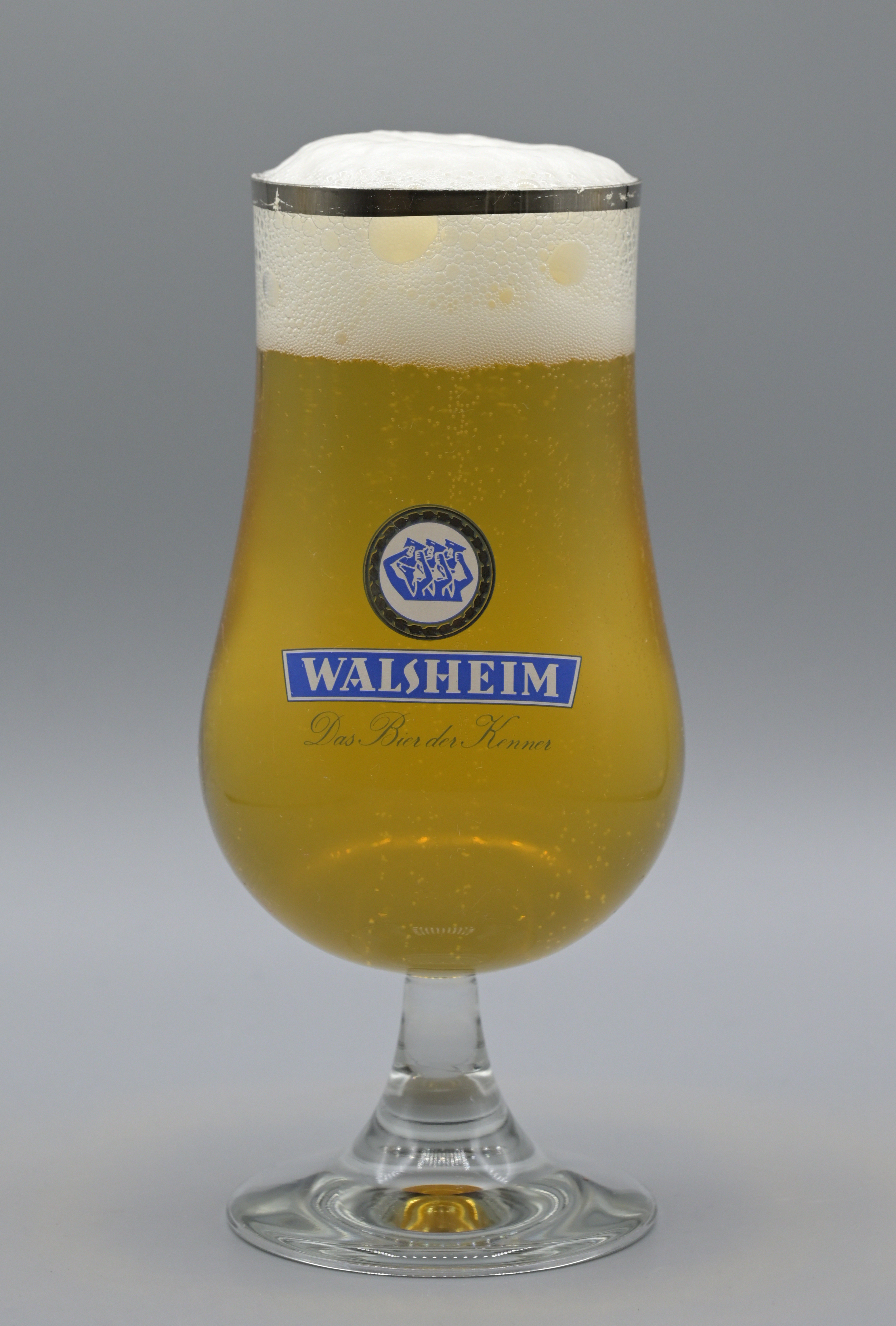
Bierglas

Die Walsheim-Brauerei AG war eine Bierbrauerei aus dem saarpfälzischen Walsheim, das heute zu Gersheim gehört.

## Geschichte

### Gründung durch Friedrich Christian Schmidt
Nach seiner Walz als Brauereigeselle in Frankreich in den Jahren 1830 bis 1840 heiratete Brauereigründer Friedrich Christian Schmidt in Walsheim ein – er ehelichte 1840 Elisabeth Maria Lugenbiel – und schuf mit der Mitgift in Form entsprechender Grundstücke die Voraussetzungen für sein Unternehmen. Anfangs betrieb er in Zweibrücken eine Küferei, bevor er in Walsheim mit dem Bierbrauen begann. Jahre später hat man den 2. September 1848 als offizielles Gründungsdatum der Walsheim-Brauerei angenommen, wie aus einem alten Foto, aufgenommen anlässlich eines Jubiläums im Jahre 1888, hervorgeht.

### Unter der Leitung von Otto Guttenberger und Karl Schmidt
Als im Jahre 1867 der aus Waldmohr stammende Otto Guttenberger eine Tochter von Schmidt heiratete und zusammen mit seinem Schwager Karl Schmidt zum Teilhaber der Brauerei wurde, war das Unternehmen noch reiner Familienbetrieb. Erst als es größerer Investitionen bedurfte, um mit der technischen Entwicklung Schritt halten zu können, entschloss man sich zur Umwandlung des Betriebes in eine Aktiengesellschaft. So führte die Brauerei etwa ab der Jahrhundertwende den offiziellen Firmennamen Bayerische Brauereigesellschaft vorm. Schmidt und Guttenberger.
Durch die beginnende Industrialisierung auch in den ländlichen Gebieten und einer Reihe neuer Entwicklungen im Bereich der Biochemie und Technik (z. B. Louis Pasteurs bakteriologischen Erkenntnisse, erstmalige Züchtung von Reinzuchthefe in Dänemark, Carl Lindes Entwicklung der Kältemaschine) machte sich das Unternehmen neueste Technologien zu Nutzen. 
Trotz einiger Rückschläge, welche man beispielsweise mit dem neu errichteten Kraftwerk in Gersheim erlebte, machten sich die Investitionen bezahlt: Die Bierlieferungen gingen bald über das untere Bliestal hinaus. Gegen Ende des 19. Jahrhunderts belieferte man den gesamten elsässisch-lothringischen Raum, ab 1870 wurde Walsheim-Bier in Paris ausgeschenkt. Der Bierausstoß lag um die Jahrhundertwende bei einem Jahresvolumen von 50.000 Hektolitern.
Hinzu kamen günstige natürliche Voraussetzungen: das kalkhaltige Wasser aus dem Walsheimer Muschelkalkgebiet lieferte beste Voraussetzungen zur Herstellung von hochwertigen Dunkelbieren.
Wurde der saarpfälzische Raum in der damaligen Zeit vor allem von Brauereien aus Zweibrücken versorgt, so änderte sich dies nach dem Ersten Weltkrieg. Durch den Versailler Vertrag verlor die Walsheim-Brauerei ihren bisherigen Kundenstamm in Elsass-Lothringen und konnte zur Entschädigung einen großen Teil der saarpfälzischen Kundschaft übernehmen; denn die pfälzischen Brauereien, bisher die Hauptlieferanten, hatten durch die hohen Einfuhrzölle ihr Interesse am Saargebiet verloren. In einem Vertrag des Jahres 1922 trat die damalige Park- und Bürgerbräu Zweibrücken eine Liefermenge von 72.000 hl an die Walsheim-Brauerei ab. So blieb die Weiterexistenz des Unternehmens gesichert.

### Im Mehrheitsbesitz von Hans Kanter
In den Zeiten der wirtschaftlichen Unsicherheit um 1922 hatten die Familien Schmidt und Guttenberger einen großen Teil der Aktien an einen finanzkräftigen Investor verkauft, den Chemiker Hans Kanter aus Berlin. Die Brauerei wurde nun in „Walsheim-Brauerei AG“ umbenannt. Durch den Zukauf weiterer Wertpapiere sicherte sich Kanter die Aktienmehrheit, bestimmte fortan das weitere Schicksal der Walsheim-Brauerei und baute das Unternehmen zur Großbrauerei aus. Es folgten in den 1920er Jahren eine Reihe von Umbauten sowie der Neubau größerer und moderner Gebäudeanlagen, welche das äußere Erscheinungsbild der Brauerei völlig veränderten. Von 1924 bis 1928 entstanden eine neue Mälzerei, ein größeres Sudhaus und der turmartige Bau des Gärkellers (Rostock-Bau), welcher noch bis Anfang der 1980er Jahre das Ortsbild Walsheims prägte.
Mit dem Ausbau der Walsheim-Brauerei zur größten saarländischen Brauerei waren die Voraussetzungen für eine Ausdehnung der Bierexporte geschaffen: Mit einem Jahresbierausstoß, der Anfang der dreißiger Jahre bei etwa 300.000 hl lag, belieferte man nicht nur viele Teile Europas, sondern vor allem auch die damaligen französischen Kolonien, z. B. in Algier, Beirut, Madagaskar und in einzelnen Großstädten Südamerikas.
Nach einer statistischen Erhebung über das Saarländische Brauereiwesen vom 19. Mai 1934 gehörte die Walsheim-Brauerei – neben der Neufang-Jänisch- und der Becker-Brauerei – noch nach der Machtergreifung Hitlers zu den führenden Brauereien im Saarland. Doch schon ein Jahr später, dem Jahr der Saarabstimmung, wurde Kanter, der Hauptaktionär des Unternehmens, durch von den Nationalsozialisten betriebene Machenschaften als Vorstand der Brauerei abgelöst.

### Enteignung im Dritten Reich

Aktie über 20 RM der Walsheim-Brauerei AG vom 30. September 1938

Ein von den Nationalsozialisten eingesetzter neuer Vorstand scheint die Brauerei gezielt in den Konkurs getrieben zu haben. Weitere personelle Umbesetzungen und innerbetriebliche Veränderungen beschleunigten den Niedergang der Brauerei zusätzlich.
Nach der Evakuierung Walsheims im September 1939 wurden die Brauereianlagen von französischen Truppen beschossen. Die Schäden blieben relativ gering: Getroffen wurden vor allem die Innenhöfe der Brauerei; außerdem wurden die Dächer der brauereieigenen Wohnhäuser und Stallungen zerstört. Das Ausmaß dieser Zerstörungen wurde allerdings durch den strengen Winter der Jahre 1939/40 noch vergrößert. Dennoch schien zunächst einem baldigen Wiederaufbau und der erneuten Inbetriebnahme der Brauerei nichts im Wege zu stehen. Die Genehmigung dazu lag bereits vor, wurde dann aber überraschenderweise vom damaligen Gauleiter Bürkel wieder zurückgenommen. Während die Mehrzahl der Walsheimer Bevölkerung noch immer mit einer raschen Wiederinbetriebnahme der Brauerei rechnete, wurden solche Hoffnungen durch eine Entscheidung des Brauereiwirtschaftsverbandes Köln vom 20. Juni 1942 zunichte, als die Kundschaft der Walsheimer Brauerei anderen saarpfälzischen Brauereien übertragen wurde.
Diese Kölner Maßnahme gründete auf einem zweifelhaften Gutachten über den Zustand der Brauereianlagen, infolgedessen dem Unternehmen die Konzession zum Bierbrauen entzogen worden war. Obgleich diese Entscheidung in der Walsheimer Bevölkerung nicht widerspruchslos aufgenommen wurde, begann bereits bald darauf der Abtransport der Maschinen – ein Teil davon wurde von Kriegsteilnehmern später in der Soldatenbrauerei Minsk in Russland gesichtet – und der Verkauf der Gebäudeanlagen. Was übrig blieb, wurde geplündert und zerstört. Der vernichtende Bombenangriff des Jahres 1945, durch den die wichtigsten Teile der Brauerei wie die Mälzerei und die Speicheranlagen völlig zerstört wurden, brachte dann das endgültige Aus, doch besiegelt war das Schicksal der Walsheim-Brauerei schon vorher.

### Das Ende nach dem Zweiten Weltkrieg
In der Nachkriegszeit dienten die alten Gebäudeteile – teilweise renoviert – einer Reihe verschiedener Unternehmen als Produktions- oder Lagerstätten, bis sie, von der Gemeinde Gersheim aufgekauft, im Winter 1981/82 abgerissen wurden. Dabei wurde auch der Brauereiturm, ein Rostock-Tankturm im Bauhaus-Stil, zerstört.
Lediglich einen Teil der alten Gewölbekeller, mit 16 Kuppeln, welche zum ältesten Kern der Brauerei gehören, ließ man stehen. 

### Übergang der Markenrechte an Karlsberg
Nach dem Krieg 1946 hatte der geschäftsführende Gesellschafter der Karlsberg Brauerei in Homburg, Paul Weber, erkannt, welchen Wert die Marke „Walsheim“ als Exportmarke hatte. Der Hauptaktionär der in Liquidation befindlichen Walsheim-Brauerei AG war die französische Bank „Credit Commercial de France“. Mit ihr wurde ein Vertrag geschlossen, dem zufolge Karlsberg den Auftrag erhielt, für die Vertriebsgesellschaft „Sobibo“, später „Union Financière de la Brasserie“ mit Sitz in Paris, Bier im Fass, in Flaschen und Dosen unter der Bezeichnung „Walsheim“ für den Export nach Frankreich herzustellen. Noch lange Zeit wurde dieses Bier in Frankreich getrunken.
Seit geraumer Zeit braut die französische Brauerei „Saverne Brasserie S.A.“ des Karlsberg Verbunds wieder ein Pils mit dem Namen „Walsheim“. Es ist jedoch nur in Frankreich erhältlich.